# Hôtel Urvoy de Saint-Bedan
L'hôtel Urvoy de Saint-Bedan est un hôtel particulier bâti en 1840, situé à l'angle de la rue Tournefort et de la rue d'Argentré, dans le centre-ville de Nantes, en France. L'immeuble a été inscrit au titre des monuments historiques en 1954.
Il fait désormais partie du groupe de bâtiments formant l'« hôtel du département », siège du Conseil départemental de la Loire-Atlantique.

## Histoire
L'hôtel est bâti en 1840 par l'architecte Joseph-Fleury Chenantais pour Jacques Urvoy de Saint-Bedan, propriétaire et homme politique nantais né à Nantes le 1er mars 1780 et mort à Casson le 8 septembre 1858. La famille est originaire de Saint-Brandan, près de Saint-Brieuc. Jacques Olivier Urvoy de Saint-Bedan, devenu orphelin très jeune lors de la Révolution, hérite d'une fortune importante. Il a été maire de Casson, conseiller général, député de la Loire-Inférieure et conseiller municipal de Nantes.
La façade et la toiture de l'hôtel Urvoy de Saint-Bedan sont inscrites au titre des monuments historiques par arrêté du 19 mars 1954.
Aux XXe et XXIe siècles, le conseil général rachète progressivement l'hôtel Urvoy de Saint-Bedan et l'hôtel Mellient qui lui est contigu (situé à l'angle de la rue Tournefort et du quai Ceineray) pour y installer leurs services. Dès 1974, différents projets sont proposés pour l'implantation de l'« hôtel du département », dont certains prévoyaient la destruction complète de ces hôtels particuliers, à l’exception des façades donnant sur le cours Saint André, inscrites à l’inventaire supplémentaire des Monuments historiques. Néanmoins, compte tenu de l’intérêt patrimonial des décors des pièces de ces hôtels, Paul Ferré, l’architecte du Département décide en 1982 de conserver en partie leurs structures intérieures.

## Architecture

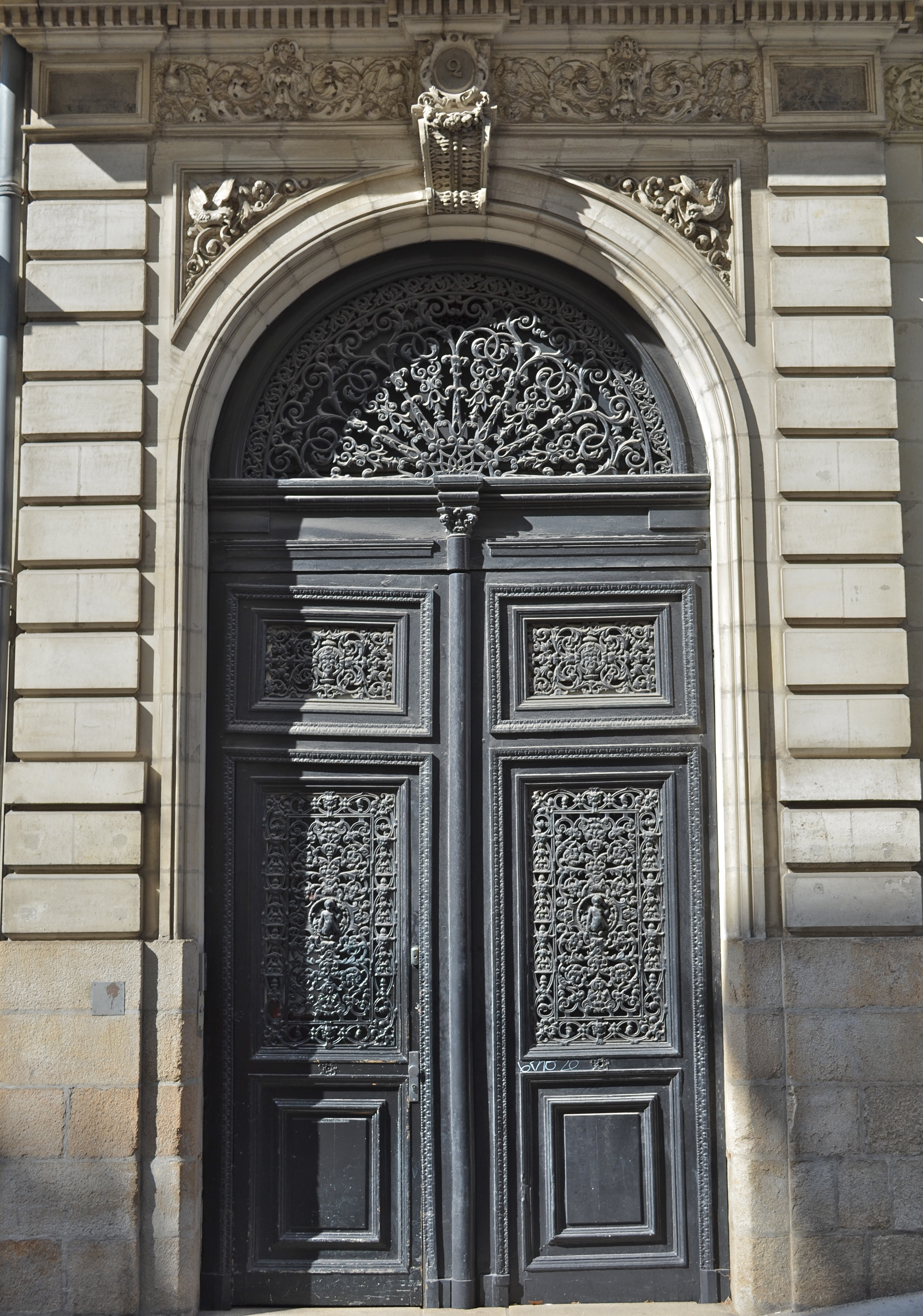

Dans les années 1840, les nouvelles constructions nantaises s'éloignent du néo-classicisme. La façade de l'hôtel Urvoy de Saint-Bedan fait appel au style Renaissance. Ses ornements sont constitués de vases, griffons, guirlandes ou têtes de lions. La porte cochère est une illustration de la technique de décor en fonte entre 1830 et 1850. La porte en bois est décorée de panneaux de fontes formant des putti, rinceaux et candélabres.